# 真野拓実
真野 拓実（まの たくみ、1998年3月9日 - ）は、日本の男性声優、舞台俳優、ギタリスト。ロックバンド・GYROAXIAのメンバー。新潟県出身。響所属。

## 略歴
2018年、『フューチャーカード 神バディファイト』の主人公・未門友牙役に抜擢される。また、森嶋秀太（陸王マサト役）、小林大紀（星詠スバル役）と共にエンディングテーマ「バディ☆ファニーDAYS」も担当する。
2019年、『ARGONAVISプロジェクト』内のバンド「GYROAXIA」に、リズムギター担当として参加。
2022年2月23日、ミニアルバム『Freestyle』がユニバーサルミュージック内Virgin Musicからリリースされ、GYROAXIAのメンバーとしてメジャーデビュー。

## 人物
兄と姉がいる末っ子。
特技と趣味にゲームを挙げている。特にトレーディングカードゲームについてはテレビアニメに出演した『カードファイト!! ヴァンガード』『フューチャーカード バディファイト』を含めて13タイトル以上プレイしている。GYROAXIAのメンバーで公私ともに仲が良い小笠原仁に『ヴァンガード』を教えた際は、カラオケで8時間ほどコーチをし、初心者の小笠原に大勝した。
その他の特技にルービックキューブ、趣味に水族館めぐり、駄菓子、昼寝をそれぞれ挙げている。「まの」に足を生やしたサインは当時ハマっていたクラゲを模したもの。
寒さに強く、真冬の雪が降っている日でも半袖Tシャツにサンダルで過ごす。GYROAXIAの橋本と秋谷が名古屋土産として買ってきたサンダルを長らく使っていた。

### GYROAXIA関連
『from ARGONAVIS』内のバンド「GYROAXIA」にて、リズムギターとして活動している。初心者だったバンド参加当初は週5ペースで、空き時間すべてを使ってギターを練習していた。
最年少メンバーとして可愛がられおり、本人以外のメンバーのSNS上に写真が頻繁にアップされる。メンバーの宮内告典からは「肝が座っていて面白い、物怖じしない」「成長が早い」と評されている。
ライバルバンド・Argonavisのメンバー（伊藤、日向、前田、森嶋）とは事務所が同じであることから、プロジェクト発足の頃からライブに足を運んでおり、自らを「古参」と自慢することがある。
メンバーの仲が非常に良く、プライベートでもよく遊んでいる。

## 出演
太字はメインキャラクター。

### テレビアニメ
2018年
- フューチャーカード バディファイトX オールスターファイト（未門友牙）
- フューチャーカード 神バディファイト（2018年 - 2019年、未門友牙）
- キラッとプリ☆チャン（2018年 - 2019年、スタッフ 他）

2019年
- MIX（北宮バッター）
- トライナイツ（ラグビー部員）

2020年
- カードファイト!! ヴァンガード（新導クロノ〈2代目〉）
- アルゴナビス from BanG Dream!（美園礼音）
- 八男って、それはないでしょう!（神官B）

2021年
- プレイタの傷（ダスク、一般人）
- 擾乱 THE PRINCESS OF SNOW AND BLOOD
- 進化の実〜知らないうちに勝ち組人生〜（大木）
- カードファイト!! ヴァンガード overDress（2021年 - 2025年、男、清蔵タイゾウ） - 6シリーズ

2022年
- 組長娘と世話係
- 黒の召喚士（ジン・ダルバ）
- 農民関連のスキルばっか上げてたら何故か強くなった。（ガゼル）

2023年
- もういっぽん!
- 呪術廻戦 懐玉・玉折/渋谷事変（生徒）
- 冒険者になりたいと都に出て行った娘がSランクになってた

2024年
- 最強タンクの迷宮攻略〜体力9999のレアスキル持ちタンク、勇者パーティーを追放される〜（冒険者C）
- 転生貴族、鑑定スキルで成り上がる（ミレー・クリスタル、騎兵隊） - 2シリーズ

### 劇場アニメ
2021年
- 劇場版アルゴナビス 流星のオブリガート（美園礼音）

2023年
- 劇場版アルゴナビス AXIA（美園礼音）
- 劇場版Re:STARS 未来へ繋ぐ2つのきらぼし（シン専務）

### ゲーム
2018年
- ブラウンダスト（カーソン）
- イケメン戦国◆時をかける恋 新たなる出逢い（家臣）
- バディスマ!! 〜スマホでスタート!バディファイト!（未門友牙）
- 九州三国志（周瑜）

2020年代
- アルゴナビス from BanG Dream! AAside（2021年、美園礼音）
- eBASEBALLパワフルプロ野球2022（2022年、十六夜満）
- 幻獣契約クリプトラクト（2022年、ヘイロン）
- クイズRPG 魔法使いと黒猫のウィズ（2023年、シャーリヤール）
- アルゴナビス -キミが見たステージへ-（2024年、美園礼音）

### 舞台
- 演劇ユニット【爆走おとな小学生】 第十一回課外授業『春の陽だまりの如し』（2020年9月25日 - 27日、シアター1010） - 良彦 役
- ［Soft  Boiled Theater-1］クリエイティブユニット【ソフトボイルド】旗揚げ公演『タンブル・アンヘルズ』(2021年2月18日 - 21日、BOX in BOX THEATER)　- トレンチ 役
- 朗読劇 りーでぃんぐ☆ぱーてぃーvol.5（2021年2月24日・27日・28日、コフレリオ 新宿シアター）
- ARGONAVIS the Live Stage（2021年6月18日 - 20日サンケイホールブリーゼ ・6月24日 - 27日、シアター1010） - 美園礼音 役
- ［Otona Project 第三十六弾］演劇ユニット【爆走おとな小学生】第十四回全校集会『初等教育ロイヤル(赤組)』(2021年9月23日 -25日、京都劇場)　- 加藤くん役
- 演劇ユニット【爆走おとな小学生】第十三回課外授業『ハローハローポピーポピー』 』(2021年12月22日・25日、BOX in BOX THEATER)　- フラワーマン 役
- 饗宴「茜さすセカイでキミと詠う～絆～」再演 (2022年6月17日 - 20日、飛行船シアター)　- 徳川吉宗役
- GORIZO STAGE Vol.5『コマネーア！～Call My Name Again～』(2022年7月13日 -18日、BOX in BOX THEATER)
- ARGONAVIS the Live Stage2 ～目醒めの王者と恒星のプログレス～（2023年2月18日 - 20日、東京建物 Brillia HALL・24日 - 26日、AiiA 2.5 Theater Kobe）- 美園礼音 役
- 歌絵巻『ヒカルの碁』序の一手（2024年7月5日 - 14日、サンシャイン劇場） - 加賀鉄男 役[28]
- 『銀河鉄道の夜を、また』-2025-（2025年2月13日 - 15日、上野ストアハウス） - 宙 役 / 語り[29]
- 舞台『葬列の王』（2025年7月3日 - 6日、こくみん共済 coop ホール/スペース・ゼロ）[30]

### ボイスドラマ
- フューチャーカード 神バディファイト（2019年 - 2020年、未門友牙）

### デジタルコミック
- アキトはカードを引くようです（2020年、指田[31]）
- 青春カフェテリア（2021年、宵[32]）
- りんちゃんは据え膳したい（2021年、男子生徒ほか[33]）
- 神様にスカウトされて異世界にやって来ました。―家電魔法で快適ライフ―（2021年、ジェレミー[34]）
- 熱いね!けいいちろうくん（2021年、けいいちろうくん[35]）
- 見るからに怪しい二人（2022年、長髪）[36]

### ラジオ
※はインターネット配信。
- よみほぐ（目黒FM、ジャックと豆の木、耳なし芳一）
- from ARGONAVIS アルゴナビスラジオクルーズ supported by ヴァイスシュヴァルツブラウ（2022年 - 、K-mix 静岡FM※)

### インターネットテレビ
- HiBiKiStYle（YouTube）
- バディファイトチャンネル（YouTube、末門友牙）

### 映画
- シュウカツ５ [就活という名のゲーム]　(2021年4月) - 朝倉
- 白蛇: 縁起（2021年）

### テレビ
- コミックBAR Renta!（2021年７月22日 7月29日 、TOKYO MX[37]）

### 朗読劇
- 朗読劇 りーでぃんぐ☆ぱーてぃーvol.5（2021年2月24日・27日・28日、コフレリオ 新宿シアター)
- Time [never] comes back!?（2022年1月16日、シアターグリーン） - 豊臣エリック 役

## ディスコグラフィ

### キャラクターソング
| 発売日       | 商品名              | 歌                                                                   | 楽曲                    | 備考                                                                  |
| ------------ | ------------------- | -------------------------------------------------------------------- | ----------------------- | --------------------------------------------------------------------- |
| 2018年6月2日 | バディ☆ファニーDAYS | 未門友牙（真野拓実）、星詠スバル（小林大紀）、陸王マサト（森嶋秀太） | 「バディ☆ファニーDAYS」 | テレビアニメ『フューチャーカード 神バディファイト』エンディングテーマ |

### シリーズ一覧
1. ↑  Season2（2021年）、続編『will+Dress』Season1（2022年）、続編『will+Dress』Season3（2023年）、続編『Divinez』Season1（2024年）、続編『Divinez』Season2（2024年）、続編『Divinez』デラックス編（2025年）
2. ↑  第1期（2024年）、第2期（2024年）